# Les Gardiens de Ga'Hoole
 (juillet 2017).
Si vous disposez d'ouvrages ou d'articles de référence ou si vous connaissez des sites web de qualité traitant du thème abordé ici, merci de compléter l'article en donnant les références utiles à sa vérifiabilité et en les liant à la section « Notes et références ».
Les Gardiens de Ga'Hoole (Guardians of Ga'Hoole de son titre original) est une série de livres destinée à la jeunesse. Elle comprend 15 tomes principaux, tous traduits en français, et 3 hors-séries en version originale. Cette série a été écrite par Kathryn Lasky et a été traduite en français par Cécile Moran.
On peut lier cette saga au Royaume des Loups, Horses of the Dawn et Bears of the Ice, trois autres séries littéraires de fiction écrites par Kathryn Lasky et qui ont un certain rapport avec les Gardiens de Ga'Hoole.

## À propos des livres

### Contexte des livres
À travers les différents tomes, les personnages rencontrent de nombreux obstacles qu'ils doivent à tout prix éviter. Les récits se passent dans un monde imaginaire peuplé essentiellement de chouettes et de hiboux. L'endroit le plus réputé de ce monde est le Grand Arbre de Ga'Hoole, considéré par la plupart des chouettes comme une légende. Au Grand Arbre de Ga'Hoole résident les gardiens de Ga'Hoole qui se battent pour défendre les royaumes des chouettes et des hiboux ainsi que la liberté. Ce sont de véritables héros.
Au cours du premier livre, quatre jeunes chouettes deviennent amis et forment la « Petite Bande ». Deux d'entre-eux, Soren et Gylfie, se sont rencontrés après avoir été emmené de force dans la pension Saint-Ægolius pour chouettes orphelines où d'étranges choses se passent. Les quatre amis veulent avertir les Gardiens de Ga'Hoole sur ce qu'il se passe à Saint-Ægolius car ils pensent que les étranges pratiques des chouettes de Saint-Ægolius sont liées aux récentes disparitions d'œufs dans les différents royaumes.

Après être arrivés au Grand Arbre de Ga'Hoole, les mystères s'enchaînent et de nouveaux ennemis font leur apparition, les Sangs-Purs. Les Sangs-Purs sont un ordre de chouettes effraies voulant instaurer un classement de pureté dans les royaumes des chouettes et des hiboux. Ils n'ont aucune valeur morale et, à leurs yeux, l'espèce la plus pure est la chouette effraie. Chez les Sangs-Purs, parmi les chouettes effraies, seules les Tyto Alba (les effraies des clochers) sont aptes à devenir lieutenants ou dirigeants. Ils sont bien plus cruels et dangereux que les chouettes de Saint-Ægolius. Une menace plane sur les royaumes des chouettes et des hiboux.

### Les langues fictives de Ga'Hoole
Kathryn Lasky a créé deux langues fictives pour ses livres ; le Hoolien (en anglais : Hoolian), parlé dans les Royaumes du Sud et le Krakéen (en anglais : Krakish), parlé dans les Royaumes du Nord. Au fil des différents livres, on apprend plusieurs mots de vocabulaire dans ces deux langues. Le Krakéen est décrit bien plus souvent que le Hoolien. En effet, le Hoolien est relativement peu connu puisque les personnages principaux, venant des Royaumes du Sud, sont censés parler en Hoolien au quotidien. Le Krakéen est beaucoup plus détaillé, notamment lorsque les personnages apprennent cette langue ou lorsqu'ils partent en mission dans les Royaumes du Nord.
Certains mots de vocabulaire en Krakéen sont souvent utilisés tels que « nachtmagen », une magie noire utilisée par les hagsmons, des monstres mi-chouette, mi-corbeaux ou encore « issen blaue », un matériau très dur à base de glace utilisé dans les Royaumes du Nord notamment pour créer des armes. Parfois, des phrases en Krakéen apparaissent dans les livres telles que « Cintura Vrulcrum, Niykah Kronig », qui est une devise krakéenne que l'on peut traduire par « Chaque blessure est une occasion, et chaque malédiction, un nouveau défi ».
Cependant, que ce soit le Hoolien ou le Krakéen, aucune de ces deux langues n'est assez détaillée pour former des phrases trop complexes. Ces deux langues sont donc beaucoup moins complètes que d'autres langues imaginaires telles que le Quenya ou le Sindarin, créées par J. R. R. Tolkien.

## Les livres

### Série principale
1. L'enlèvement (1er juin 2003)  (ISBN 978-2266155199)
Titre original : (en) The Capture
2. Le grand voyage (1er septembre 2003)  (ISBN 978-2266155205)
Titre original : (en) The Journey
3. L'assaut (1er janvier 2004)  (ISBN 9782266155212)
Titre original : (en) The Rescue
4. Le siège (1er mai 2004)  (ISBN 9782266155229)
Titre original : (en) The Siege
5. Le guet-apens (1er août 2004)  (ISBN 9782266155236)
Titre original : (en) The Shattering
6. L'incendie (1er novembre 2004)  (ISBN 9782266155243)
Titre original : (en) The Burning
7. L'éclosion (1er juin 2005)  (ISBN 9782266155250)
Titre original : (en) The Hatchling
8. L'exil (1er septembre 2005)  (ISBN 9782266155267)
Titre original : (en) The Outcast
9. Le Devin (1er avril 2006)  (ISBN 9782266188487)
Titre original : (en) The First Collier
10. Le prince (1er juillet 2006)  (ISBN 9782266188494)
Titre original : (en) The Coming of Hoole
11. La reconquête (1er octobre 2006)  (ISBN 9782266188500)
Titre original : (en) To Be a King
12. L'arbre d'or (1er mars 2007)  (ISBN 9782266188517)
Titre original : (en) The Golden Tree
13. Le sixième royaume (1er juillet 2007)  (ISBN 9782266188531)
Titre original : (en) The River of Wind
14. Les bannis (1er février 2008)  (ISBN 9782266194716)
Titre original : (en) The Bannish
15. La guerre (1er novembre 2008)  (ISBN 9782266194723)
Titre original : (en) The War of the Ember,

### Tomes non traduits
Il existe trois livres hors-série disponibles uniquement en version originale. Les deux premiers sont des guides pour approfondir les connaissances des lecteurs sur le monde de Ga'Hoole, ils sont narrés par Otulissa. Le dernier hors-série est un préquelle à la série racontant le passé d'Ezylryb.
- A Guide Book to the Great Tree (1er octobre 2007)[8]

- Lost Tales of Ga'Hoole (1er mai 2010)[9]

- The Rise of a Legend (30 juillet 2013)[10]

### Les Légendes de Hoole
Les tomes 9, 10 et 11 de la série principale diffèrent des autres tomes. En effet, dans le prologue du tome 9, Soren, accompagné de Coryn, sont chargés par Ezylryb, mourant, de lire les Légendes de Ga'Hoole. Le reste du tome 9, ainsi que les tomes 10 et 11 sont les récits brutes, sans intervention extérieure, des Légendes de Ga'Hoole.
Ces trois livres racontent l'histoire du jeune roi Hoole ainsi que de son mentor, le premier charbonnier, Grank. Certains personnages légendaires dont les noms ont été évoqué dans les livres précédents nous sont enfin présentés.
Ces trois livres servent de bases à la culture des chouettes et des hiboux. Ils ont été écrits à l'époque de Hoole et de Grank, en des temps immémoriaux. De nombreuses techniques et connaissances étaient alors ignorées des chouettes, ce qui accentue l'idée d'avoir affaire à une proto-civilisation chouette dans ces trois livres.

### Réédition
Tomes 1 à 3. Le Royaume de Ga'Hoole : La Légende des Gardiens (Octobre 2010)  (ISBN 9782266199629) Édition groupée chez Pocket Jeunesse.

## Personnages
Famille et amis de Soren :
- Soren, Tyto alba (Chouette effraie) : Il est le personnage principal de la saga. Il se fait enlever et emmener à l'orphelinat Saint-Ægolius pour chouettes orphelines avant de s'en évader au tome 1. Il est gardien de Ga'Hoole du tome 2 à 7, puis ryb de charbonnier et de météorologie du tome 7 à 15. Il est membre de la Petite Bande et du Super-Squad tout au long de la saga. Enfin, il devient roi à la fin du tome 15. C'est un personnage très bon et courageux.
- Églantine, Tyto alba (Chouette effraie) : Elle est la petite sœur de Soren. Elle est membre de l'escouade de sauvetage. Elle a été exposée aux paillettes, de petits bouts de métal qui, dans le monde de Ga'Hoole, brouillent le gésier des chouettes qui y sont exposées. Elle a été amenée au Grand Arbre de Ga'Hoole et s'y est rétabli.
- Kludd, Tyto alba (Chouette effraie) : C'est l'aîné de la fratrie. Il est également connu sous le nom de Bec d'Acier, Commandant suprême de l'Union Tytonique des Sangs-Purs car il s'est emparé du pouvoir chez les Sangs-Purs. Son plus grand ennemi est son petit frère, Soren. Il a tenté de le tuer au tome 1 mais a échoué. Il se fait assassiner au tome 6.
- Marella, Tyto alba (Chouette effraie) : Elle est la mère des trois personnages précédents. Elle se fait assassiner par son fils, Kludd, au tome 1.
- Noctus, Tyto alba (Chouette effraie) : Il est le père de Soren, Kludd et Églantine et le conjoint de Marella. Il se fait assassiner par son fils, Kludd, au tome 1. Il racontait à Soren les légendes de Ga'Hoole.
- Mme Pittivier : C'est un serpent aveugle, espèce récurrente dans ce monde ; ils sont généralement employés par les chouettes et les hiboux pour nettoyer leur creux. En l'occurrence, Mme Pittivier est la domestique de la famille de Soren. Après que Kludd ait tué ses propres parents, Mme Pittivier s'est échappé et a retrouvé Soren dont elle est très proche. Elle fait partie de la guilde des harpistes du tome 2 à 15, au Grand Arbre de Ga'Hoole.
- Gylfie, Micrathene whitneyi (Chevêchette des saguaros) : Elle est la meilleure amie de Soren qu'elle rencontre lors du premier tome, lorsqu'ils se font enlever et emmener de force au pensionnat Saint-Ægolius. Elle s'en évade à la fin du tome 1 avec Soren. Ensemble, ils entreprennent d'aller au Grand Arbre de Ga'Hoole. Elle est gardienne de Ga'Hoole du tome 2 à 7, puis ryb de navigation du tome 7 à 15 et membre de la Petite Bande et du Super-Squad. C'est une excellente amie.
- Perce-Neige, Strix nebulosa (Chouette lapone) : C'est un des meilleurs amis de Soren. Il est devenu orphelin quelques secondes après son éclosion. Il a rencontré Soren et Gylfie à Ambala juste après leur évasion puis Spéléon dans le désert à la fin du tome 1. Il est gardien de Ga'Hoole du tome 2 à 15. Il est membre du squad de sauvetage, de la Petite Bande et du Super-Squad. Il se bat avec fougue et a pour habitude de chanter des chants de guerre lors des batailles pour dérouter l'adversaire. Il retrouve sa famille au tome 15.
- Spéléon, Athene cunicularia (Chevêche des terriers) : C'est un des meilleurs amis de Soren. Il est devenu orphelin après une attaque au cours de laquelle son frère a été dévoré par Casus et Belli. Il a rencontré Soren, Gylfie et Perce-Neige dans le désert. Il est gardien de Ga'Hoole du tome 2 à 15. Il est membre du squad de battue, de la Petite Bande et du Super-Squad. Il a un don pour voir les choses au plus profond d'elles-mêmes.
- Otulissa, Strix occidentalis (Chouette tachetée) : C'est une amie de Soren. Elle est gardienne de Ga'Hoole du tome 2 à 7. C'est la ryb principale de ga'hoologie et elle est membre du Super-Squad. C'est une chouette guerrière très cultivée et intelligente issue d'une prestigieuse lignée. Bien que très hautaine et méprisante au début, elle finira par se rapprocher de la petite bande lors du sauvetage d'Ezylryb. Elle aidera Coryn à s'emparer du charbon de Hoole, et deviendra la cheffe de la résistance contre le Striga. Elle perd un œil contre le Striga. Elle est la compagne de Cleve de Firthmore.
- Primevère, Glaucidium passerinum (Chevêchette d'Europe) : Elle est membre du squad de sauvetage et est la meilleure amie d’Églantine. Elle s'entend assez bien avec le reste du Super-Squad mais il semblerait qu'ils entretiennent assez peu de liens.
- Martin, Aegolius acadicus (Petite Nyctale) : C'est un ami de Soren. Il est un gardien de Ga'Hoole du tome 2 à 15. Membre du squad des charbonniers et de météo et du Super-Squad, il a un fils, Justin, qu'il a eu avec une certaine Gina au tome 14.
- Ruby, Asio flammeus (Hibou des marais) : Elle est une gardienne de Ga'Hoole du tome 2 à 15. Membre du squad des charbonniers, de météo et du Super-Squad, c'est une acrobate hors-pair.
- Pelli, Tyto alba (Chouette effraie) : C'est la compagne de Soren. Elle est mère de trois bébés chouettes. Sa première apparition est dans le tome 8. Elle est ryb de sauvetage du tome 9 à 15, puis reine de Ga'Hoole à la fin du tome 15.
- Belle, Bliss, Basha, (Sebastiana) Tyto alba (Chouettes effraies) : Ce sont les triplées de Soren et Pelli.

Haut placés de la pension de Saint-Ægolius :
- Casus, Asio otus (Hibou moyen-duc) : Il est sous-lieutenant à Saint-Ægolius. Il est mort au tome 1, tué par la Petite Bande.
- Belli, Asio otus (Hibou moyen-duc) : Il est sous-lieutenant à Saint-Ægolius. Il est mort au tome 1, tué par la Petite Bande.
- Crocus, Asio otus (Hibou moyen-duc) : C'est l'Ablabesse supérieure la pension, ce qui en fait l'antagoniste principale du tome 1. Elle se fait assassiner par Soren au tome 6.
- Hulora, Megascops kennicottii (Petit-duc des montagnes) : Elle est l'adjointe de Crocus. Elle disparaît à la fin du tome 6, on ignore ce qu'elle est devenue. Probablement morte.
- Tatie Finnie, Nyctea scandiaca (Harfang des neiges) : C'est la gardienne de la pension Saint-Ægolius pour chouettes orphelines. Elle est morte au tome 4, égorgée par Soren car celui-ci a découvert, à l'aide de Gylfie, qu'elle était cannibale.
- Tonton, Asio otus (Hibou moyen-duc) : C'est le gardien de la pension Saint-Ægolius. Il a disparu après le tome 4.

Quelques pensionnaires de Saint-Ægolius :
- Hortense, Strix occidentalis (Chouette tachetée) : Son numéro d'immatriculation à la pension Saint-Ægolius était 12-8, elle se fait donc appeler comme cela au début du premier tome. Elle semble être la chouette la plus déboulunée de la pension mais est en réalité une espionne infiltrée pour sauver les œufs. Elle est présumée morte au tome 1, tuée par Tatie Finnie, mais réapparaît au tome 4 sous le nom de Brume. Son plumage est devenu blanc après qu'elle ai été poussée par Finnie du haut d'une falaise des gorges de la pension Saint-Ægolius alors qu'elle sauvait un œuf.
- Scrogne, Aegolius funereus (Nyctale de Tengmalm) : Il se fait tuer par Crocus au tome 1 pour avoir aidé Soren et Gylfie à s’échapper du pensionnat en leur apprenant à voler.

Personnages agissants contre les gardiens de Saint-Ægolius :
- Éclair, Haliaeetus leucocephalus (Pygargue à tête blanche) : Compagnon de Zana.
- Zana, Haliaeetus leucocephalus (Pygargue à tête blanche) : Compagne d’Éclair. Elle est muette. Ils aidaient tous les deux Hortense à sauver des œufs au pensionnat Saint-Ægolius.

Les Gardiens de Ga'Hoole :
- Boron, Nyctea scandiaca (Harfang des neiges) : Il est le roi de Hoole jusqu'au tome 8, lorsqu'il meurt de vieillesse.
- Barrane, Nyctea scandiaca (Harfang des neiges) : Elle est la reine de Hoole jusqu'au tome 8, lorsqu'elle meurt de vieillesse.
- Matrone, Asio flammeus (Hibou des marais) : Elle s'occupe des habitants du Grand Arbre, et notamment de son infirmerie.
- Strix Struma, Strix occidentalis (Chouette tachetée) : Elle est professeure, ou ryb, de navigation jusqu'au tome 4. Nyra lui arrache une aile au tome 4 et elle meurt[14].
- Elvan, Strix nebulosa (Chouette lapone) : Il est le ryb des charbonniers.
- Ezylryb, Otus trichopsis (Petit-duc à moustaches) : Il est le ryb de météorologie jusqu'au tome 9, où il meurt de vieillesse. Il est également connu sous le nom de Lyze de Kiel, un héros des Royaumes du Nord. Il est le mentor de Soren. C'est un personnage relativement important dans la saga.
- Poot, Aegolius funereus (Nyctale de Tengmalm) : Il est l'assistant d'Ezylryb.
- Bubo, Bubo virginianus (Hibou grand-duc d'Amérique) : Il est le forgeron du Grand Arbre. Il est capable de court-juter un charbon pour le faire ressembler au charbon de Hoole. Il semble également mieux résister au pouvoir du charbon.
- Miss Plonk, de son vrai nom Bruwella, Nyctea Scandiaca (Harfang des neiges) : Elle est la chanteuse du Grand Arbre. Elle est la compagne de Doc Bonbec à partir du tome 12.
- Fanon, Athene cunicularia (Chevêche des terriers) : Elle est la professeure, ou ryb, de ga'hoologie jusqu'au tome 5, elle est donc chargée de l'entretien du Grand Arbre de Ga'Hoole. Elle en est tellement obsédée qu'elle va jusqu'à trahir les Gardiens quand ces derniers se retrouvent contraints de surexploiter le Grand Arbre afin de résister à l'invasion des Sangs-Purs dans le tome 4, endommageant donc le Grand Arbre de Ga'Hoole[15]. Dévastée par sa trahison car celle-ci a entraîné la mort de Strix Struma, elle s'exile dans un couvent pour y finir ses jours.

- Octavia : C'est un serpent kiéléen aveugle. C'est une amie de longue date d'Ezylryb et ancienne membre des Légions de serpents kiéléens lors de la bataille des Royaumes du Nord. Elle a perdu ses yeux lors d'une bataille.

Les Sangs-Purs :
- Bec d'Acier ou Sa Pureté ou Grand Tyto ou encore Kludd : Il est le supérieur et le dirigeant de tous les Sangs-Purs. C'est le compagnon de Nyra. Il se fait assassiner par Perce-Neige au tome 6.
- Nyra (également surnommée Sa Pureté) : Elle est la compagne de Kludd et la mère de Nyroc. Elle descend des hagsmons, des oiseaux démoniaques mi-chouette, mi-corbeau, et veut les recréer au tome 15. Dans ce même tome, à l'aide de Kriss, une sorcière hagsmonne, elle en redevient une. Son visage évoquant la lune se fait balafrer par Otulissa. Elle est tuée par Soren d'un coup fatal au cœur et est plongée dans la lave d'un volcan.
- Nyroc puis Coryn : Il est le fils de Nyra et de Kludd. Il s'est échappé des Sangs-Purs au tome 7. Il a le pouvoir de l'œil de Grank, ce qui signifie qu'il reçoit des visions lorsqu'il regarde des flammes, et devient le roi du Grand Arbre de Ga'Hoole dans le tome 8 après avoir récupéré le Charbon de Hoole. Il se fait tuer au tome 15 par le Striga, qui lui a coupé une aile.
- Nordu : Il est sous-lieutenant sous les ordres directs de Nyra et est promu lieutenant supérieur de Haute-Classe. Il se retourne contre les Sangs-Purs et il est tué par une morsure de loup-terrible enragé en essayant de tuer Nyra au tome 8.
- Vilmor : Il est lieutenant supérieur.
- Molos : Il est lieutenant supérieur et est devenu capitaine à partir du tome 8 après la désertion de Nordu. Il meurt au tome 13, tué par Tengshu.
- Krados ou Philippe : Il est le meilleur ami de Nyroc. Il s'est enfui avec lui et est tué par Nyra au tome 7, cette dernière voulait que Nyroc le tue lui-même, mais celui-ci a refusé.
- Tarn, Athene cunicularia (Chevêche des terriers) : C'est un ancien membre des pattes graissées. Il est la seule chouette dite « impure » à avoir été gradé chez les Sangs-Purs. Il est devenu le bras droit de Nyra après la mort de Molos. Il disparaît lors de la Bataille du Charbon au tome 15, probablement tué par Perce-Neige et ses frères.

Les Forgerons Solitaires et/ou Furets de Ga'Hoole :
- Le Forgeron Solitaire du Pays du Soleil d'Argent : Elle est la sœur de Miss Plonk, son plumage blanc de harfang des neiges est devenu noir à cause du charbon qu'elle utilise dans sa forge. Elle est tuée par Nyra au tome 8 car elle a refusé de forger des serres de feu pour les Sangs-Purs.
- Gwyndor : Il est le forgeron engagé par les Sangs-Purs, il a aidé Nyroc dans sa destinée. Selon sa fille, Gwynneth, dans la saga « Le royaume des loups » de la même auteure (qui se situe chronologiquement après celle des gardiens de Ga'Hoole), Gwyndor serait mort à la guerre, pendant la Bataille du Charbon.

Les loups-terribles de Par-Delà Le Par-Delà :
Membres de la Ronde Sacrée :
- Fengo : Il est le chef de la Ronde Sacrée.
- Banquo : Il devient le « professeur » de Hamish, le prochain Fengo de la Ronde.
- Hamish : Il a accédé à la Ronde Sacrée grâce à Coryn. Il devient le nouveau Fengo de la Ronde Sacrée lors de la proclamation du roi.

Clan MacDuncan :
- Duncan MacDuncan : Il est le chef du clan MacDuncan.
- Hamish : Il est membre du clan MacDuncan, croc-pointu de la Ronde Sacrée et ami de Coryn.

Clan MacHeath :
- Dunleavy MacHeath : Il est le chef du clan MacHeath.
- Gyllbane : C'est la femelle du clan MacHeath dont le louveteau, Cody, a été grièvement mutilé par Dunleavy.

Les habitants d'Ambala et du Pays du Soleil d'Argent :
Ambala :
- Slynella et Dardyll : Ce sont des serpents volants du Royaume d'Ambala, amis de Brume. Slynella a sauvé Soren lors d'un voyage alors que ses rectrices étaient cassées et qu'il ne pouvait plus se déplacer et risquait de mourir.
- Brume : anciennement Hortense.

Pays du Soleil d'Argent :
- La marchande Maxi : C'est une pie qui est marchande ambulante.
- Bubble : C'est l'assistante de Maxi.
- Bess : C'est la gardienne du palais des brumes. Elle est la fille de Scrogne.

Patte Graissée :
- Doc Bonbec, Bubo Scandiacus (Harfang des Neiges) : C'est un célèbre traqueur. Il se rebelle contre Nyra dans le tome 8 et tombe amoureux de Miss Plonk dans le tome 12.

Les habitants des Royaumes du Nord :
- Moss, Bubo Scandiacus (Harfang des neiges) : C'est un vieux guerrier ; ancien commandant du régiment des Becs Givrés au sein du clan de Kiel. C'est un ami de longue date d'Ezylryb.
- Dako D'Hac : C'est un serpent kiéléen, ancien commandant en chef de la compagnie furtive des serpents kiéléens - soldats du clan de Kiel.

Les habitants de la communauté des frères glauciscains :
- Ifghar, Megascops Trichopsis (Hibou petit-duc à moustaches) : C'est le frère d'Ezylryb. Il a trahi le clan de Kiel lors de la Guerre des Griffes de Glace. Il a payé les pirates pour enlever Gylfie et lui soutirer des informations. Il finit par rejoindre les Sangs-Purs avec Gragg. On ignore ce qu'il est devenu après le tome 14.
- Gragg de Slonk : C'est un serpent kiéléen, grand amateur de liqueur de bingle et loyal serviteur d'Ifghar. Il a combattu sur son dos pendant la Guerre des Griffes de Glace. On ignore ce qu'il est devenu après le tome 14.
- Cleve de Firthmore, Strix Occidentalis (Chouette tachetée) : C'est le descendant de la noble famille de Krakor. Il est étudiant en médecine et est pacifiste. Il devient le compagnon d'Otulissa au tome 14.
- Twilla, Asio Flammeus (Hibou des marais) : Elle est l'infirmière d'Ifghar chez les frères glauciscains. Elle sauve Gylfie des pirates.

Les chouettes bleues :
- Le Striga : C'est un harfang bleu, ancienne chouette dragon du Royaume du Milieu exilée sur l'île de Hoole. Il est un allié de Nyra. Il a tué Coryn et est mort tué par Soren.
- Tengshu : C'est un hibou moyen-duc bleu, maître des Qui et sage du Royaume du Milieu. Il devient également ryb de l'art du Danyar, une nouvelle sorte de combat apportée par Theo, le premier forgeron, qui exclut les armes.

## Résumé
Tome 1 : L'enlèvement : 
De plus en plus d'œufs et de poussins disparaissent dans la forêt de Tyto.
Soren, une chouette effraie, a trois semaines quand il est enlevé par des hiboux de la « pension Saint-Ægolius pour chouettes orphelines ».
Là-bas, il va connaître un étrange enseignement.
Il se lie d'amitié avec Gylfie, une jeune chevêchette Elfe de son âge.
Ensemble, ils veulent s'échapper et révéler au monde ce qui se passe à Saint-Ægolius. Mais, pour s'échapper, ils doivent apprendre à voler.
Tome 2 : Le Grand Voyage : 
Soren et ses nouveaux amis (Spéléon et Perce-Neige), ainsi que sa nounou Mme Pittivier, décident de se rendre au Grand Arbre de Ga'Hoole, cet arbre qui les a fait rêver par ses légendes. Le voyage est long et difficile mais arrivés là-bas, un nouveau défi se présente, ils doivent faire une série d'épreuves difficiles pour devenir Gardiens du Grand Arbre de Ga'Hoole.
Tome 3 : L'assaut : 
Églantine, la sœur de Soren, est de retour.
Mais elle a subi de telles épreuves qu'elle ne peut en parler. De plus, Ezylryb, le mentor de Soren, a disparu. Pour le retrouver, Soren est prêt à tout. Il sent qu'une menace bien plus grande que celle de Saint-Ægolius pèse sur les royaumes des chouettes et des hiboux. Le Mal est en route. En effet, les Sangs-Purs, dirigés par Bec d'Acier, ont fabriqué le « triangle du diable », une installation conçue pour brouiller le gésier des chouettes et des hiboux afin de rendre la navigation impossible. Le Super-Squad est pris en guet-apens, les Sangs-Purs les attaquent.
Tome 4 : Le Siège :
À la suite de sa défaite contre le Super-Squad, Bec d'Acier décide d'attaquer le Grand Arbre.
Il rassemble ses troupes.
Le Super-Squad est envoyé en mission par le parlement du Grand Arbre de Ga'Hoole à l'endroit qui hante les cauchemars de Gylfie et de Soren : la pension Saint-Ægolius pour chouettes orphelines.
Le sort des royaumes des chouettes et des hiboux repose sur les épaules de ces futurs gardiens.
Tome 5 : Le Guet-Apens :
Églantine a un comportement des plus étrange depuis quelque temps.
Soren et Primevère, la meilleure amie d'Églantine, sont bouleversés.
La vérité ne se fait pas attendre.
Elle est manipulée par Nyra, la compagne de Bec d'Acier, pour voler des informations et des livres contenant des connaissances avancées en matière de combat au Grand Arbre de Ga'Hoole.
Le Super-Squad est reformé pour affronter Nyra ainsi que pour sauver Églantine et Primevère.
Tome 6 : L'incendie :
Les Sangs-Purs ont envahi les canyons de Saint-Ægolius.
Au Grand Arbre de Ga'Hoole, on s'inquiète : l'armée des gardiens ne peut faire face à une attaque de Bec d'Acier. Soren et le Super-Squad sont envoyés dans les Royaumes du Nord afin de rassembler les Becs Givrés, légendaires bataillons de la Guerre des Griffes de Glace jadis commandés par Ezylryb.
La tâche n'est pas aisée et le temps presse.
L'ultime bataille contre le Mal est imminente.
Tome 7 : L'éclosion :
L'héritier de Bec d'Acier brise sa coquille deux jours après la mort de son père, lors d'une éclipse de lune.
Nyroc, nom porté par tous les poussins nés lors d'une éclipse, a des aptitudes exceptionnelles : il a le don de lire dans les flammes.
Il est voué à devenir le plus redoutable tyran des royaumes des chouettes et des hiboux.
Tome 8 : L'exil :
Nyroc erre de royaume en royaume. Il a défié l'autorité des Sangs-Purs et n'est pas comme ses parents. Il découvre qu'il possède un libre-arbitre, que son père était un tyran et que sa mère lui a menti toute sa vie et décide donc de prendre un chemin différent de celui que sa mère lui avait tracé, à savoir devenir le prochain chef des Sangs-Purs et venger la mort de Bec d'Acier. Cependant, personne ne sais cela et sa ressemblance frappante avec sa mère fait fuir les autres chouettes. Il sent qu'il doit se rendre à Par-Delà le Par-Delà, une contrée qui accueille tous les exilés et où vivent en maîtres les loups-terribles. C'est là-bas que Grank, le premier charbonnier, et le légendaire roi Hoole ont uni leurs destins, et c'est là-bas que Nyroc va retrouver le légendaire Charbon de Hoole, symbole de son destin royal.
Tome 9 : Le Devin :
Ezylryb, git sur son lit de mort et demande à Soren et à Coryn (Nyroc à l'envers, nouveau nom qu'il s'est attribué) de lire le récit des Légendes de Ga'Hoole. Ce neuvième tome est le premier des trois récits de ces Légendes. Nous sommes dans les Royaumes du Nord, en des temps immémoriaux, l'équilibre des royaumes est menacé, le courage du roi et de la reine ne suffit plus à lutter contre les Hagsmons, des démons mi-chouette, mi-corbeau, adeptes de la Nachtmagen, la magie noire. Les souverains décident de laisser à Grank, leur meilleur ami commun, la garde de leur œuf, leur héritier, le temps qu'ils échappent aux Hagsmons.
Tome 10 : Le Prince :
Deuxième Tome des légendes: Grank veille à l'éducation du jeune prince Hoole, loin de la guerre qui fait rage. Mais il ignore qu'au même moment, la reine Siv tente désespérément de retrouver son fils et se bat pour déjouer les plans de leur ennemi car il est proche de la victoire finale.
Tome 11 : La Reconquête :
Troisième Tome des Légendes: Après sa victoire à Par-Delà le Par-Delà, Hoole apprend le métier de roi. Il souhaite créer un nouvel ordre et reconquérir les royaumes de son père.
Tome 12 : L'Arbre d'Or :
La Petite bande et le nouveau roi décident de partir en voyage tout en racontant ce qu'ils avaient vécu dans leur jeunesse mais ce voyage tourne mal et ils découvrent que Molos a rapporté à Nyra un livre extrêmement dangereux et s'est associés aux Mac Heath. Coryn demande aux loups terribles de les aider durant la bataille.
Pendant ce temps, dans le Grand Arbre de Ga'Hoole, les choses prennent une mauvaise tournures sans le roi. En effet, la fascination qu'exerce le Charbon de Hoole tourne à la vénération, et une partie des chouettes du grand arbre en oublie leur serment de Gardien pour ne se consacré qu'au Charbon.
Tome 13 : Le Sixième Royaume :
L'arbre de Ga'Hoole a retrouvé son calme et sa splendeur. Bess fait une découverte au Palais des Brumes.Il existerait un sixième royaume de chouettes! Coryn et le Super-Squad partent à sa recherche. Au même moment, Églantine et Primevère apprennent que les Sangs-Purs organisent une attaque contre le Super-Squad et qu'ils ont enlevés Belle, la fille de Soren, et une mystérieuse chouette bleue.
Tome 14 : Les Bannis :
Le Striga, une mystérieuse chouette bleue qui vient du Royaume du Milieu, s'est installé au Grand Arbre. Devenu conseiller de Coryn, cet oiseau austère bouleverse la vie du clan. Conformément à son idéologie de simplicité austère, des livres sont brulés, le chant et la musique interdits. Et puis un jour l'impensable se produit : Non seulement le Striga parvient à faire croire aux autres chouettes que Soren et ses amis sont bannis, mais en plus sa milice, non content de faire régner la terreur dans les Royaumes du Sud, commence une chasse aux sorcières et installe des bûchers pour brûler vif tous ceux qui ne se soumettent pas au Striga. Si la petite bande n'agit pas vite, le fanatisme et l'obscurantisme précipiteront la ruine de leur civilisation, et bientôt la fin de leur légende...
Tome 15 : La Guerre :
La guerre pour le charbon approche. Nyra et le Striga se sont associés et sont sur le point de faire revenir les hagsmons. Qui en sortira vainqueur ? Les gardiens bien sûr mais a quel prix ? Loups, chouettes, ours et bien d'autres encore vont devoir s'allier pour la bataille finale...

## Adaptation cinématographique
- Titre : Le Royaume de Ga'hoole
- Réalisé par : Zack Snyder
- Avec : Emily Barclay, Abbie Cornish, Essie Davis
- Long-métrage
- Origine : américano-australien
- Distributeur : Warner Bros. France
- Date de sortie cinéma : 27 octobre 2010